# Liste des évêques de Saint-Pons-de-Thomières
Pour un article plus général, voir Ancien diocèse de Saint-Pons-de-Thomières.

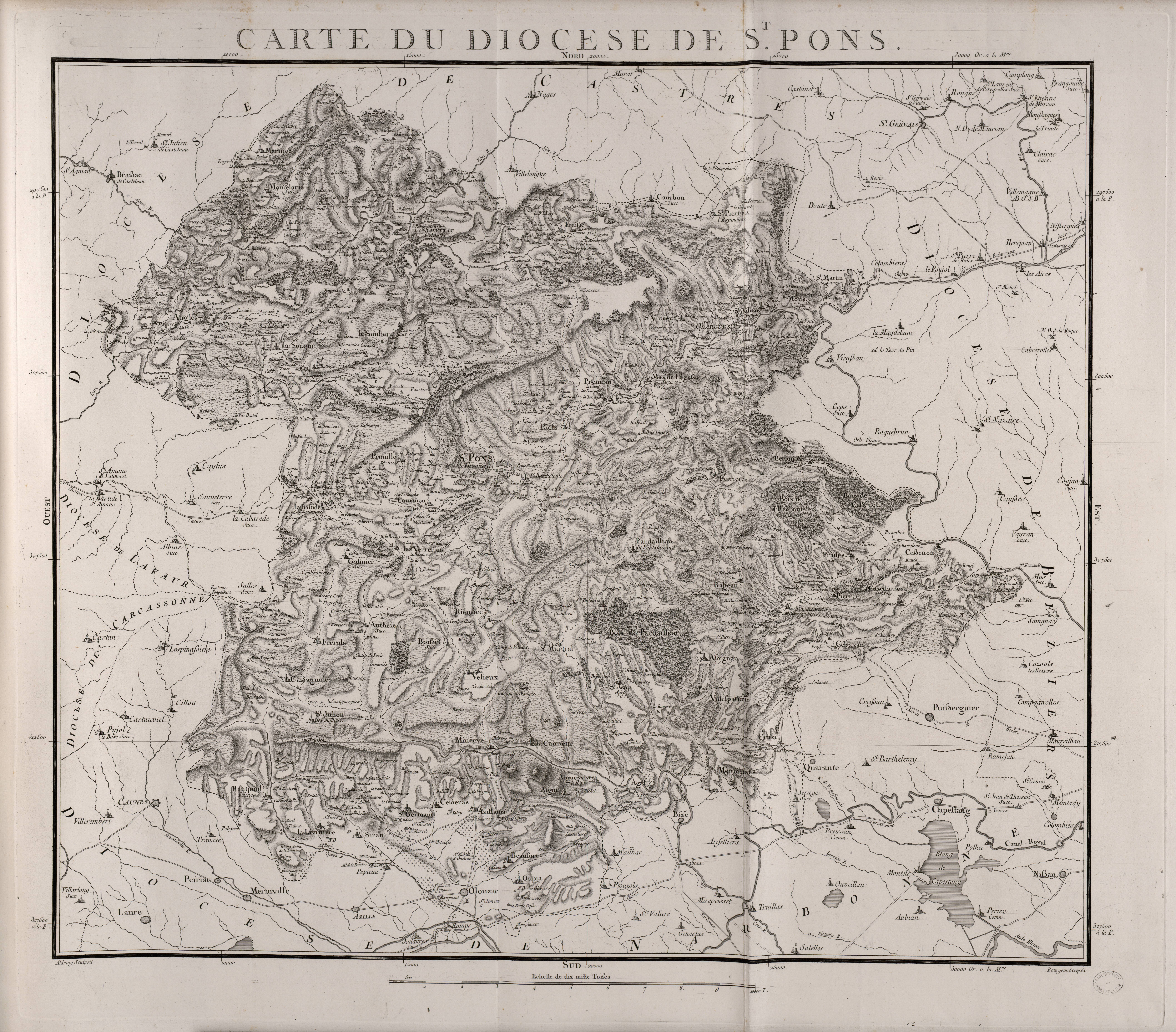
Carte du diocèse de Saint-Pons en 1781

Liste des évêques de Saint-Pons-de-Thomières, diocèse créé par bulle du pape Jean XXII en date du 18 février 1317, à la suite du détachement du diocèse de Narbonne.

## Moyen Âge
- 1 -  1317-1325 : Pierre Roger (° ? - † 1324), abbé de l'abbaye Saint-Pons de Thomières, et premier évêque ;
- 2 -  1325-1344 :  Raymond d’Apremont de Roquecorne ou Raimond d'Arfont. La bulle de ses provisions est datée d'Avignon du 21 novembre 1325[2] ;
- 3 -  1345-1349 : Étienne Aldebrand ou « Étienne d'Audebrand de Chamberet »[3] ou Étienne d’Audebrand ou de Chamberet 1345-1349[4]; devient ensuite archevêque d'Arles, puis de Toulouse ;
- 4 -  1349-1353 : Gilbert de Mandegaches ;
- 5 -  Pierre de Canillac 1353-1361 ;
- 6 -  Jean de Rochechouart 1361-1381 ;
- 7 -  Dominique de Florence 1381-1392 ;
- 8 -  Aymon Séchal 1393-1397 ;
- 9 -  Pierre Ravat 1397-1409 ;
- 10 - Geoffroi de Pompadour 1409-1420, transféré au siège de Carcassonne le 17 octobre 1420 ;
- 11 - Avignon de Nicolaï 1421-1422, dominicain, successivement évêque de Senez, en Provence, de Huesca, en Aragon, fut transféré en 1421 à Saint-Pons, et ensuite à Aix en 1422 ;
- 12 - Guillaume Fillastre 1422-1428 ;
- 13 - Vital de Mauléon 1428-1435 ;
- 14 - Géraud de La Bricoigne (ou de Charras) 1435-1463 ;
- 15 - Pierre de Treignac de Comborn 1465-1467 ;
- 16 - Antoine Balue 1467-1501.

## Époque moderne
- 17 - François Guillaume de Castelnau de Clermont-Lodève 1501-1502, pour la première fois ;
- 18 - François de Luxembourg 1502-1507 et 1507-1509 (la seconde fois il est également évêque du Mans) ;
- 19 - Philippe de Luxembourg 1509-1511, oncle du précédent ;
- 20 - François Guillaume de Castelnau de Clermont-Lodève 1511-1514, cardinal, pour la deuxième fois ;
- 21 - Alexandre Farnèse 1514-1534, cardinal, devenu pape sous le nom de Paul III ;
- 22 - Marino Grimani 1534 (7 jours), cardinal ;
- 23 - François Guillaume de Castelnau de Clermont-Lodève 1534-1539, cardinal, pour la troisième fois ;
- 24 - Jacques de Castelnau de Clermont-Lodève 1539-1586, neveu du précédent ;
- 25 - Pierre-Jacques de Fleyres 1587-1633 ;
- 26 - Jean-Jacques de Fleyres 1633-1652, neveu du précédent ;
- 27 - Michel Tubeuf 1653-1664 ;
- 28 - Pierre-Jean-François Percin de Montgaillard 1664-1713 ;
- 29 - Jean-Louis Des Balbes de Berton de Crillon 1713-1727 ;
- 30 - Paul-Alexandre Guenet 1728-1769 ;
- 31 - Louis-Henri de Bruyère de Chalabre 1769-1791, dernier évêque de Saint-Pons-de-Thomières. Le diocèse est supprimé (1790).